# Алвиту
Алвиту (порт. Alvito) — посёлок городского типа в Португалии, центр одноимённого муниципалитета округа Бежа. Численность населения — 1,4 тыс. жителей (посёлок), 2.7 тыс. жителей (муниципалитет). Муниципалитет входит в экономико-статистический регион Алентежу и субрегион Байшу-Алентежу. По старому административному делению входил в провинцию Байшу-Алентежу.

## Расположение
Посёлок расположен в 30 км севернее города Бежа, на берегу реки Одивелаш (приток реки Саду). Станция на ж/д линии Лиссабон — Бежа.
Расстояние до:
- Лиссабон = 112 км
- Бежа = 30 км
- Эвора = 35 км
- Фару = 138 км
- Сетубал = 83 км

Муниципалитет граничит:
- на севере — муниципалитет Виана-ду-Алентежу
- на востоке — муниципалитет Куба
- на юге — муниципалитет Феррейра-ду-Алентежу
- на западе — муниципалитет Феррейра-ду-Алентежу и Алкасер-ду-Сал

## Население
| Население муниципалитета Алвиту (1801—2004) | Население муниципалитета Алвиту (1801—2004) | Население муниципалитета Алвиту (1801—2004) | Население муниципалитета Алвиту (1801—2004) | Население муниципалитета Алвиту (1801—2004) | Население муниципалитета Алвиту (1801—2004) | Население муниципалитета Алвиту (1801—2004) | Население муниципалитета Алвиту (1801—2004) | Население муниципалитета Алвиту (1801—2004) |
| ------------------------------------------- | ------------------------------------------- | ------------------------------------------- | ------------------------------------------- | ------------------------------------------- | ------------------------------------------- | ------------------------------------------- | ------------------------------------------- | ------------------------------------------- |
| 1801                                        | 1849                                        | 1900                                        | 1930                                        | 1960                                        | 1981                                        | 1991                                        | 2001                                        | 2004                                        |
| 1079                                        | 4569                                        | 3065                                        | 4556                                        | 4850                                        | 2968                                        | 2650                                        | 2688                                        | 2708                                        |

## История

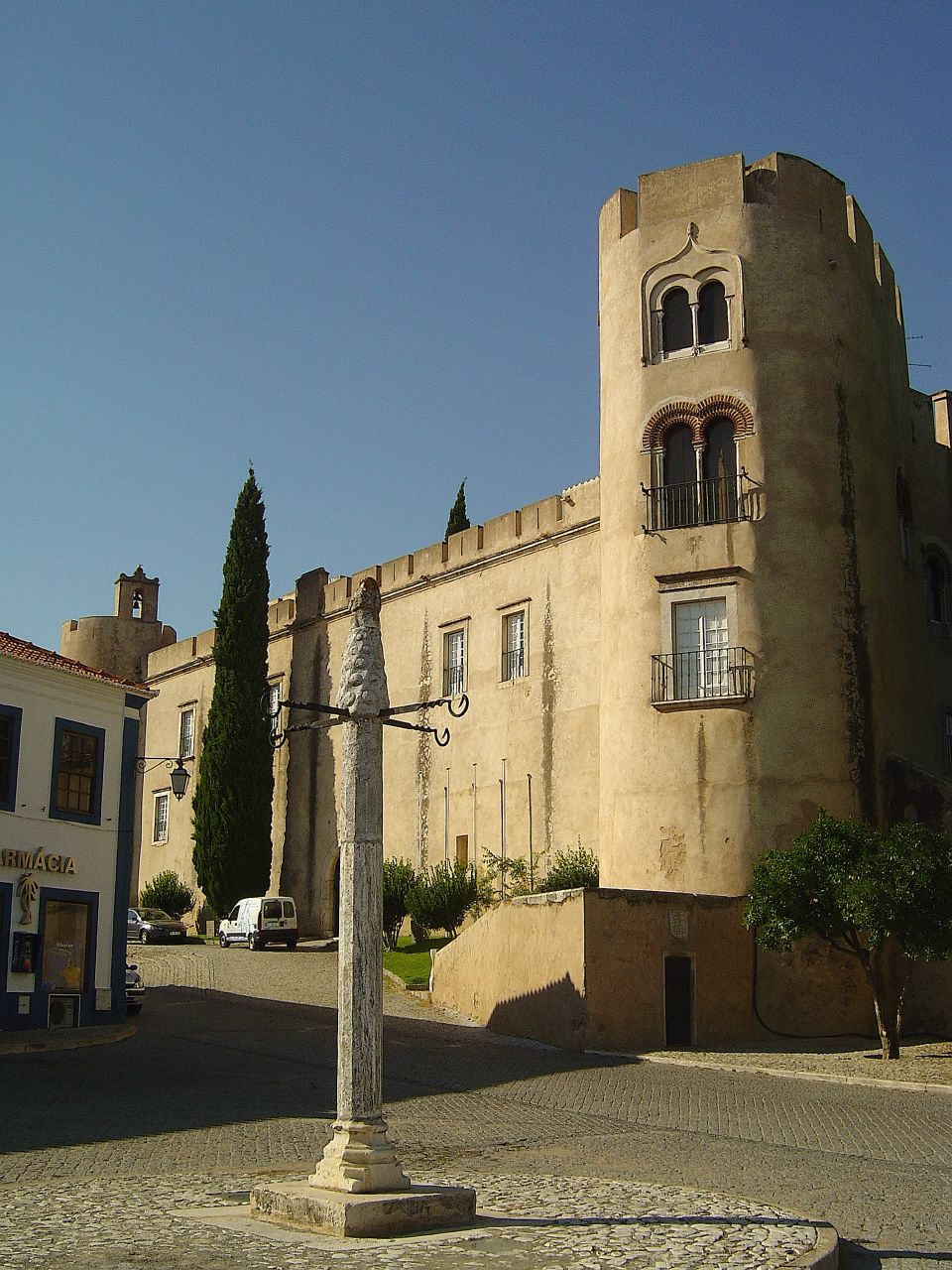
Замок Алвиту

Посёлок основан в 1280 году.

## Достопримечательности
Среди основных достопримечательностей посёлка — замок Алвиту, перестроенный в 1494—1504 годах (сейчас в нём находится гостиница-пузада), а также готическая церковь XV века Матриз де Алвиту.

## Районы
| Фрегезии (районы) муниципалитета Алвиту | Фрегезии (районы) муниципалитета Алвиту | Фрегезии (районы) муниципалитета Алвиту | Фрегезии (районы) муниципалитета Алвиту | Фрегезии (районы) муниципалитета Алвиту | Фрегезии (районы) муниципалитета Алвиту | Фрегезии (районы) муниципалитета Алвиту |
| --------------------------------------- | --------------------------------------- | --------------------------------------- | --------------------------------------- | --------------------------------------- | --------------------------------------- | --------------------------------------- |
| №                                       | Наименование                            | Оригинальное наименование               | Кол-во жителей чел.(2001)               | Территория км²                          | Плотность чел./км²                      | Почтовый индекс                         |
| 1                                       | Алвиту                                  | Alvito                                  | 1 360                                   | 136,39                                  | 9,97                                    | 7920-000 ALVITO                         |
| 2                                       | Вила-Нова-да-Барония                    | Vila Nova da Baronia                    | 1 328                                   | 124,54                                  | 10,66                                   | 7920-000 VILA NOVA DA BARONIA           |